# Environnement au Cambodge
L'environnement au Cambodge est l'environnement du Cambodge, un pays d'Asie.

## La biodiversité au Cambodge

### Milieux
Le Tonlé Sap est le plus grand lac d’eau douce de l’Asie du Sud-Est. 

## Impacts sur les milieux naturels

### Activités humaines

#### Exploitation forestière
Le pays a accentué la déforestation du Laos. À la suite d'une politique de lutte contre la déforestation illégale du Laos, c'est désormais le Cambodge qui est touché. De décembre 2016 à février 2017, environ 300 000 m3 de bois illégal auraient ainsi transité du Cambodge jusqu’au Vietnam.

#### Agriculture

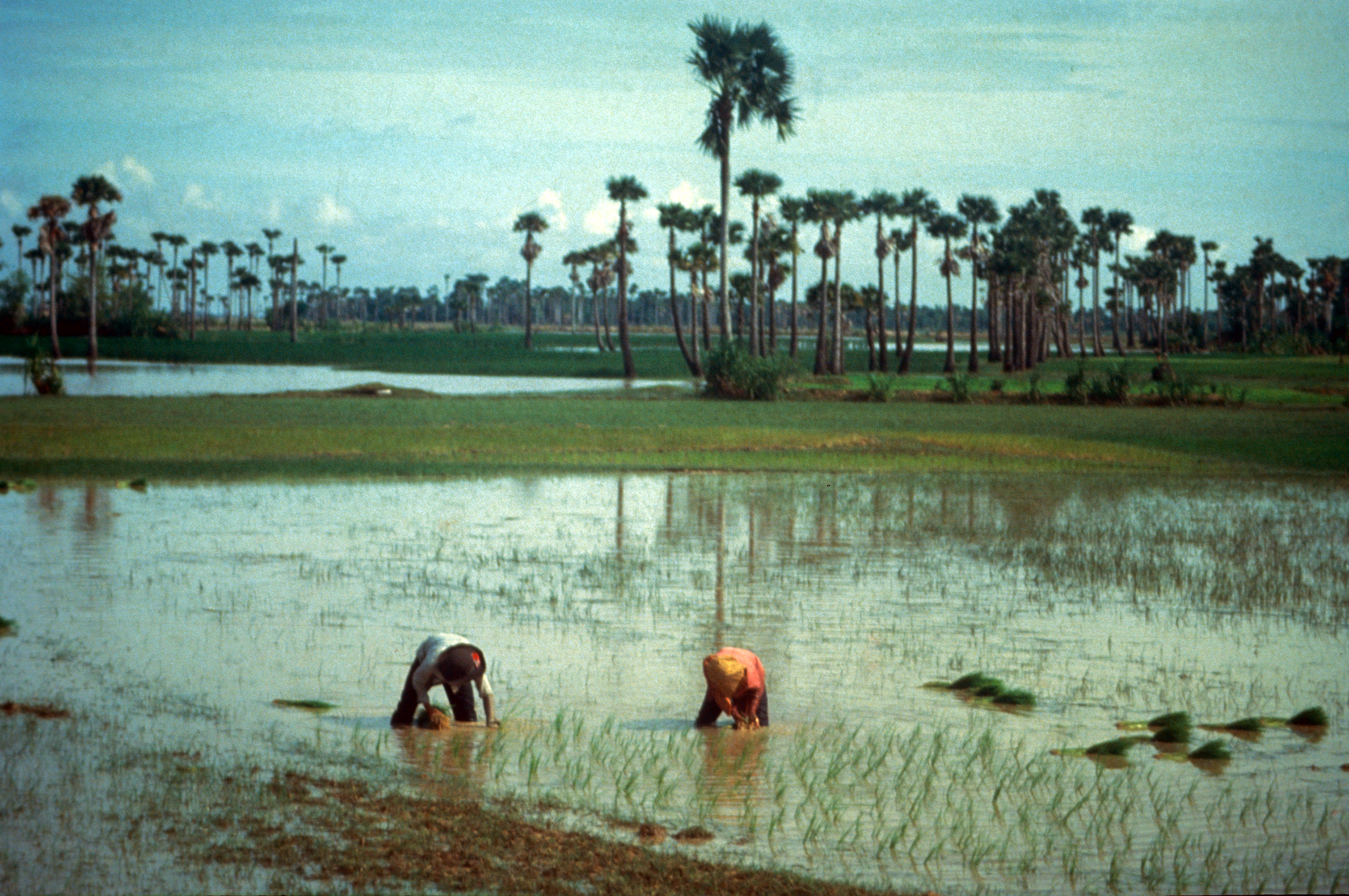
La culture du riz demeure la principale activité économique du royaume.

L'agriculture cambodgienne est principalement basée sur la culture du riz et de l'hévéa (pour le caoutchouc),,, du maïs et du tabac ainsi que sur la production de viandes, de poissons, de produits laitiers, de sucre et de farine. Du café est également produit dans les provinces de Mondolkiri et Ratanakiri.

#### Pêche
Le lac Tonlé Sap représente plus de 60 % des produits de la pêche (eau douce et salée) du pays et fait vivre (sur un plan économique comme, nutritif) près de 3 millions de personnes repartis dans cinq districts au bord du lac.

#### Industries
Pour le secteur secondaire, le Cambodge se concentre surtout sur les activités visant une modification plus ou moins raffinée des matières premières, par exemple l'industrie manufacturière et la construction. L'industrie du textile est de loin la plus importante activité manufacturière du pays contribuant à elle seule à 16 % du PIB cambodgien et constituant 75 % des exportations du pays en valeur. La fabrication de chaussures, de cigarettes, de ciment et de papier ainsi que la transformation et le conditionnement du bois pour l'export constituent les autres principales activités industrielles du royaume.

### Gestion des ressources

#### Gestion de la ressource en eau
Dans les régions rurales, il y a peu d'accès à l'eau potable.

#### Pression sur les ressources non renouvelables
L'activité minière à l'ouest sur la frontière avec la Thaïlande a provoqué une diminution de la biodiversité. Les ressources naturelles du Cambodge sont les pierres précieuses, le minerai de fer, le manganèse et le phosphate, le potentiel hydroélectrique du Mékong, des quantités inconnues de pétrole, le gaz, et de la bauxite.
Des réserves d’hydrocarbures ont été détectées dans les années 2000 au large des côtes cambodgiennes. Elles sont estimées à 700 millions de barils de pétrole et 1 000 milliards de mètres cubes de gaz naturel. Plusieurs concessions ont été depuis attribuées à des sociétés étrangères.

### Impacts de l'urbanisation

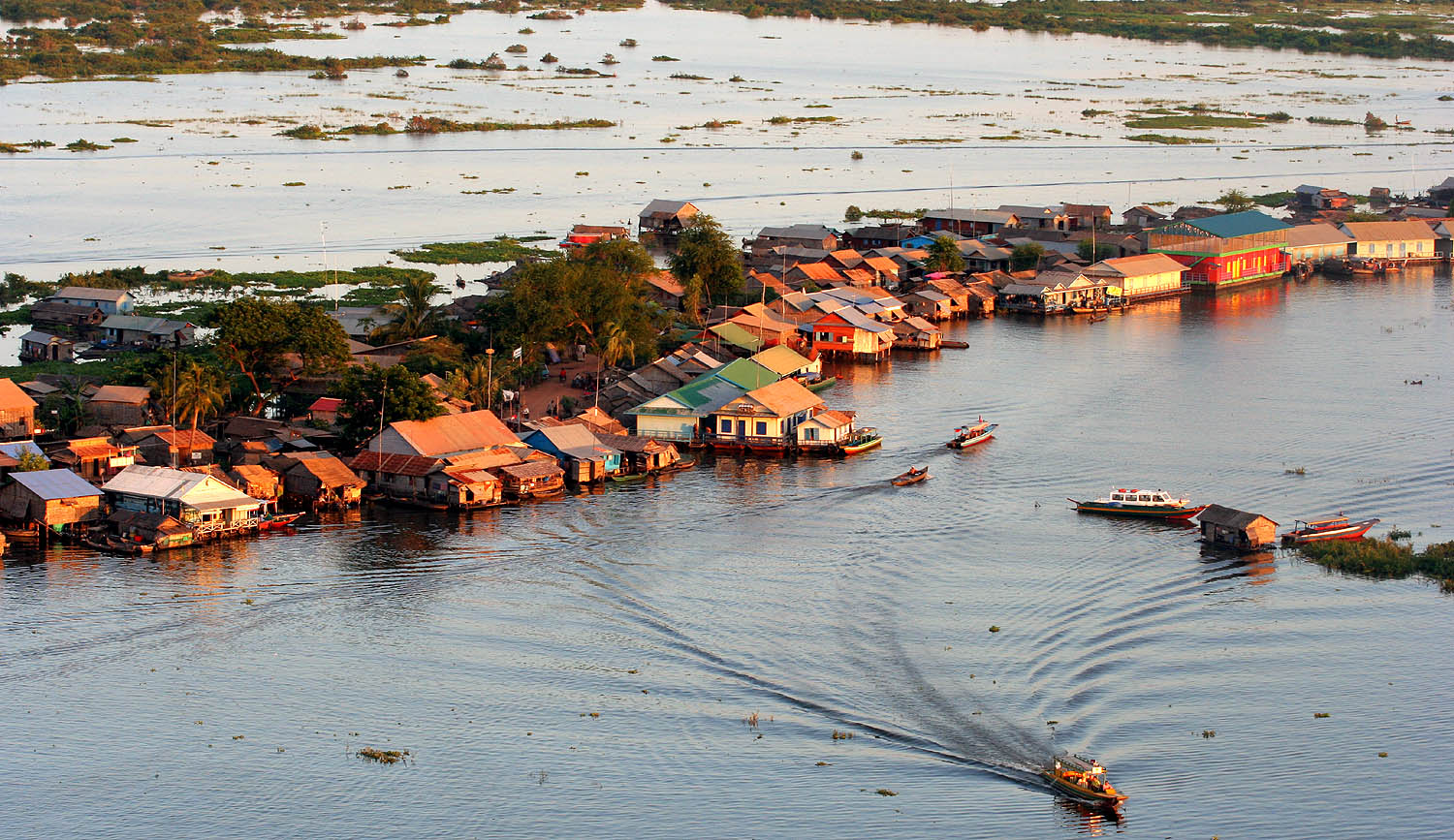
Village flottant sur le lac Tonlé Sap

## L'exposition aux risques

### Risques naturels
Le pays est exposé à différentes catastrophes naturelles : moussons, inondations, sécheresses occasionnelles.

## Politique environnementale au Cambodge

### Accords internationaux
Traités internationaux sur l'environnement :
- Ratifiés : biodiversité, changement climatique, désertification, espèces en voie de disparition, conservation de la vie marine, pollution des navires (MARPOL 73/78), bois tropical 94, marais.
- Signés mais non ratifiés : droit de la mer, marine dumping.